# Ki no Kaion
Ki no Kaion (紀 海音), nom véritable Enami Kiemon (榎並 善右衛門); 1663 à Ōsaka - 31 octobre 1742, est un écrivain japonais.
Ki no Kaion naît dans une famille de marchands. Son père Teiin (贞因), qui tient un magasin de bonbons, et un de ses frères, Yuensai Teiryū sont connus en leur temps comme poètes haikai et kyōka. Dans sa jeunesse, Ki no Kaion est moine bouddhiste pendant quelques années avant de quitter le monastère pour devenir médecin. Par ailleurs il étudie l'art poétique et vers 1705 est le principal auteur du théâtre de poupée bunraku Toyotake-za (豊竹座), fondé à Ōsaka 1703 par son ami Toyotake Wakatayū, ancien élève de Takemoto Gidayū. En plus d'être dramaturge pour le Toyotake za, il y est travaille en tant que tatesakusha (sorte de metteur en scène).
La première pièce écrite par lui est avec une grande probabilité Umeda Shinju, datée de l'année 1706. Le dernier drame connu de ses pièces est Mugen no Keisei Kane, imprimé en 1723. Jusqu'en 1723, quand il prend sa retraite du monde du théâtre pour se consacrer aux affaires de la famille, il écrit plus de 50 spectacles de marionnettes (joruri), dont certains sont ensuite adaptés pour le théâtre kabuki. Dans les années suivantes jusqu'en 1736, quand il se retire au monastère, il est actif avec succès comme poète kyōka et haiku.

## Source de la traduction
- (de) Cet article est partiellement ou en totalité issu de l’article de Wikipédia en allemand intitulé « Ki no Kaion » (voir la liste des auteurs).
- Notices d'autorité :   - VIAF
  - ISNI
  - LCCN
  - GND
  - Japon
  - CiNii
  - Pays-Bas
  - Israël
  - WorldCat